# Pierre de Betancur
Pour les articles homonymes, voir Betancur.
Pierre de Betancur (Vilaflor de Chasna, 21 mars 1626 - Antigua Guatemala, 25 avril 1667) est un espagnol fondateur de l'ordre des frères de Bethléem et le premier saint natif des îles Canaries et également considéré comme le premier saint du Guatemala pour avoir fait son travail missionnaire dans ces terres américaines ; il est béatifié en 1980 et canonisé par le pape Jean-Paul II en 2002. Il est aussi connu sous le nom de santo Hermano Pedro (saint Frère Pierre) et  san Pedro de Vilaflor (saint Pierre de Vilaflor). Il est fêté le 25 avril.

## Biographie
Pierre de Betancur est né dans le petit village de Vilaflor de Chasna, dans le sud de l'île de Tenerife, de descendants de paysans d'origine guanche et castillane.
À 23 ans, il quitte son pays natal et navigue vers l'Amérique au départ du port de Santa Cruz de Tenerife. Il arrive à La Havane, à Cuba, où il est accueilli pendant plus d'un an dans la maison d'un religieux originaire lui aussi de Tenerife.
L'année suivante, il poursuit son voyage jusqu'au Guatemala où il rentre chez les franciscains. Il fonde en 1658 à Antigua Guatemala un institut religieux, l'ordre des frères de Bethléem, dédiée à aider les pauvres et les malades. Entre autres facettes de sa vie, sa défense dans l'Immaculée Conception se distingue deux siècles avant la déclaration de ce dogme, son dévouement aux âmes du Purgatoire et ses pénitences.
Il meurt le 25 avril 1667, âgé de seulement 41 ans. Ses restes reposent dans l’église Saint-François d’Antigua Guatemala où il est visité par des milliers de pèlerins chaque année. Pedro de San José Betancur est connu comme le « Saint François d'Assise des Amériques ». Il était très dévoué à la Vierge de la Candelaria, patronne des îles Canaries, dont il avait l'habitude de visiter fréquemment le sanctuaire. Sa fête est fixée au 25 avril d’après le Martyrologe romain.

## Sanctuaires en son honneur
Parmi les lieux de culte, on compte une grotte aux îles Canaries qui porte son nom. Elle est située dans la municipalité de Granadilla de Abona, sur Tenerife, et se trouve près de la côte où il a vécu dans sa jeunesse alors que son troupeau venait y paître en hiver. D’autres lieux de pèlerinage lui sont dédiés comme au sanctuaire de Santo Hermano Pedro, sur son lieu natal, et l’église Saint-François d’Antigua Guatemala, lieu de son inhumation.